# Der nackte Mann auf dem Sportplatz
Der nackte Mann auf dem Sportplatz ist eine Tragikomödie des Regisseurs Konrad Wolf aus dem Jahr 1974.

## Inhalt
Der Film schildert ein paar Wochen aus dem Leben des (fiktiven) Bildhauers Kemmel. Er macht es sich und seiner Umwelt nicht immer leicht. Zudem werden viele seiner Werke von seiner Umgebung nicht angenommen. So landet ein von ihm geschaffenes und seinem Dorf geschenktes Relief in einem Abstellraum. Bei seiner neuen Arbeit möchte er eine Skulptur schaffen, hat aber Schwierigkeiten, das richtige Modell zu finden. Als er es endlich in dem Arbeiter Hannes findet, möchte dieser nicht Modell stehen. Er kann mit dem Künstler nichts anfangen, ist ein bodenständiger Typ. Nach einiger Überzeugungsarbeit kann Kemmel Hannes doch überzeugen. Während der Arbeit kommen die beiden Männer sich näher. Doch auch diese Arbeit hilft ihm nicht aus der Krise, zudem misslingt die Arbeit. Ein Besuch in seinem Heimatdorf beschert ihm einen neuen Auftrag. Er soll eine Skulptur zum Jubiläum des örtlichen Sportklubs erschaffen. Kemmel nimmt an. Doch bei der Enthüllung des Werkes erntet er erst einmal Ablehnung. Die Honoratioren des Klubs hatten sich einen bekleideten Fußballer vorgestellt – bekommen haben sie jedoch einen nackten Läufer. Erst nach und nach können sie sich mit dem Werk anfreunden.

## Kritiken
„Wolf gelingt es, sehr ‚prinzipielle‘ Fragestellungen aus Szenen des Alltags abzuleiten, die unprätentiös und realistisch gefilmt werden, dann aber unverhofft eine satirische Pointe erhalten.“

„Leise, episodische Filmsatire des 1982 verstorbenen DEFA-Regisseurs Konrad Wolf, der charakteristische Details des DDR-Alltags aufs Korn nimmt und die widerspruchsvolle Situation des Künstlers in seiner Gesellschaft beschreibt. Inhaltlich und gestalterisch differenziert und anspruchsvoll, einer der besten DEFA-Filme überhaupt.“

## Bemerkungen
Der Film ist in seiner Machart sehr unspektakulär und nüchtern; alles, was geschieht, verläuft in ruhigen Bahnen und wird entsprechend spröde präsentiert. Jedoch wirkt der Film auf den Zuschauer sehr warm und liebenswert und hat eine enorme Nachwirkung. Nicht zuletzt die eigenen Erfahrungen Konrad Wolfs sind in diesen Film eingeflossen. Es geht um die ständige Suche nach dem Platz des Künstlers in der sozialistischen Gesellschaft – eine Stellung, die auch Konrad Wolf immer wieder suchte. Als Mitglied einer Familie von Intellektuellen war es für ihn bisweilen schwierig, seinen Platz im „Arbeiter- und Bauernstaat“ zu finden.
Die Plastiken im Film stammen von dem Bildhauer Werner Stötzer, der die Rolle des Bürgermeisters verkörpert. Weitere Arbeiten stammen von Will Lammert und Albert Ebert. Der bekannte Reporter Hans-Joachim Wolle stellte einen Reporter dar. Drehorte waren Steinach, die Heimatstadt Werner Stötzers, und Steinheid.
Die Aufnahmeserie mit Porträts alter Frauen, die die Fotografin Angela, dargestellt von Ursula Werner, im Film präsentiert, stammt von Einar Schleef, der auch im Vorspann als Urheber einer „Fotoreportage“ genannt wird.